# Во имя любви (телесериал, 1997)
«Во имя любви» (порт. Por Amor) — сериал бразильской телекомпании «TV Globo», снятый по сценарию Мануэла Карлуса в 1997 г. 
 Главным слоганом рекламной кампании сериала был: «На что Вы способны во имя любви?»

## О сериале
Элена решилась на великую жертву — она тайно подменила умершего новорождённого ребёнка родной дочери Марии Эдуарды на своего собственного. Двух героинь — мать и дочь (Элену и Эдуарду) — на экране воплотили настоящие мать и дочь в жизни — актрисы Режина и Габриэла Дуарте. Основной темой сериала являются семейные ценности, также затрагиваются проблемы, связанные с алкоголизмом, насилием в семье, одержимой и безответной любовью, супружеской изменой.
В сериале играло много известных актёров Бразилии. Одну из лучших ролей в своей карьере («злодейки» Бранки) сыграла Сузана Виейра. Стоит отметить также игру актрисы Вивиане Пасмантер, исполнившей роль Лауры, одержимой страстью к Марселу. Сериал открыл талант юной актрисы Сесилии Дасси, сыгравшей роль маленькой Сандриньи. Первые серии снимались в Венеции, где произошла первая встреча главной пары сериала — Элены и Атилиу.
В России сериал с огромным успехом транслировался каналом ОРТ с 5 апреля по 19 октября 1999 года. В 2005 году сериал транслировал телеканал Татарстана ТНВ на татарском языке под названием «Мәхәббәт хакына». С 23 октября 2008 по 12 мая 2009 года теленовелла в повторе прошла на канале «Домашний», снова собрав у экранов огромную телеаудиторию. С 30 мая 2011 года сериал демонстрируется по будням на канале «Подмосковье».
С 1 июня 2015 года телесериал показывает телеканал Ю.
Закадровый перевод читают Ирина Маликова (Элена, Эдуарда, Милена и др.), Елена Бушуева (Бранка, Лидия, Изабел и др.), Владимир Антоник (Марселу, Нанду, Леонарду и др.), Борис Клюев (Атилиу, Арналду, Орестес и др.). В нескольких сериях за всех женщин Елена Бушуева, за всех мужчин Владимир Антоник. Текст титров читает Владимир Антоник.

## Сюжет
История начинается в Венеции. Туда накануне своей свадьбы приезжает Эдуарда (Габриела Дуарте) с матерью Эленой (Режина Дуарте). Элена, перед тем, как дочь выйдет замуж, решает показать ей великолепную Венецию, а заодно в последний раз провести отпуск вместе.
Элена — дизайнер, независимая женщина, чувственная и любящая. Она не просто преданная мать, она ещё и самый близкий друг для своей дочери Эдуарды. Последняя, хрупкая и немного вздорная девушка, собирается выйти замуж за Марселу (Фабио Ассунсон), любимого сына богатых родителей, наследника крупной строительной компании. Эдуарда очень ревнива и постоянно названивает Марселу из Италии, к огромному неудовольствию своей будущей свекрови Бранки (Сюзана Виейра). Последняя считает, что её любимчик совершил ошибку, сделав своей избранницей девушку из более низкого сословия.
Гуляя по Италии, мать и дочь знакомятся с необыкновенно обаятельным мужчиной, вдовцом Атилиу (Антонио Фагундес). Естественно, Элена и Атилиу сразу же тянутся друг к другу. Как тесен мир — Атилиу работает архитектором в компании отца Марселу! Он большой любитель путешествий и сейчас собирается ехать на Восточном Экспрессе через Европу. Элена провожает его на вокзале. Ясно, что на этом их история не закончится.
Между тем, в Бразилии Марселу преследует его бывшая подружка Лаура (Вивиан Пазмантер), которая никак не хочет смириться с потерей возлюбленного и не останавливается ни перед чем, пытаясь вернуть его. Она сидит в машине Марселу в тот момент, когда ему звонит его мать Бранка. Лаура хватает трубку, думая, что это звонит из Венеции Эдуарда, прекрасно зная о её ревности. Марселу, естественно, пытается телефон у неё отобрать, и они попадают в аварию. Авария довольно серьёзная, и оба оказываются в больнице. Марселу в очень тяжёлом состоянии, он в коме, а Лаура, хоть и получила серьёзные травмы, но опасности для её жизни нет. Семьи обоих временных «инвалидов» ужасно переживают. Родители Марселу решают пока ничего не говорить Эдуарде о случившемся.
Пришло время рассказать о семье Марселу. Несмотря на внешнее благополучие она далеко не идеальна. Глава семейства, Арналду (Карлос Эдуардо Долабелла), большой любитель женщин и выпивки. Бранка, его жена, ужасная эгоистка, которой наплевать на всех и вся, даже на собственных детей, за исключением Марселу, её любимчика. Своего второго сына Леонарду (Мурило Бенисио) и дочь Милену (Каролина Ферраз) она просто ненавидит, постоянно унижает и оскорбляет. Леонарду же просто замечательный человек, добрый, нежный и преданный. Кстати, он тайно влюблён в Лауру. Что касается Милены, она бывшая модель, пытающаяся найти себя в этой жизни.
Эдуарда, вернувшись из Италии и не увидев в аэропорту своего жениха, демонстративно обижается, а, узнав об аварии, приходит в бешенство от того, что рядом с Марселу была Лаура, и устраивает скандал в больнице. Она порывает с Марселу, хотя он об этом ещё и не знает.
Милена встречает на своём пути красавца-лётчика Нанду (Эдуардо Московис) и очень скоро влюбляется в него. Они начинают встречаться. Опять же из-за тесноты этого мира, Нанду оказывается сыном Лидии (Режина Брага), жены Орестоса (Пауло Жозе), отца Эдуарды. У последней с отцом отношения хуже некуда, вернее сказать, отношений вообще нет, Эдуарда всячески его избегает, стесняется и даже не разговаривает. Бедный Орестос (у них с Лидией есть ещё очаровательная девчушка Сандра) страдает от пристрастия к выпивке и никак не может найти себе работу.
Бранка уже с давних пор влюблена в Атилиу, и Марселу она любит так сильно, потому что думает, что он сын Атилиу. Естественно, увидев, что Атилиу после возвращения из-за границы начинает ухаживать за Эленой, Бранка становится её врагом номер один. За Атилиу вообще увивается целая толпа женщин, например, исполнительный директор компании Изабэл (Кассия Кисс), с которой он расстаётся, чтобы встречаться с Эленой. Кроме того, по нему втайне сохнет лучшая подруга и компаньонка Элены — Флавия (Мария Зильда Бетлем).
Изабэл после расставания с Атилиу решает, что теперь её целью в жизни будет богатство, и сходится с Арналду, который уже давно за ней ухлёстывает. Она беспощадно тянет из него деньги: на драгоценности, на новую шикарную квартиру и т. д. В конце концов, она его просто ограбит, переведя огромные деньги с его счёта на свой.
Отношения Элены и Атилиу развиваются стремительно, вскоре они решают пожениться. В это же время Марселу удаётся вернуть Эдуарду, они играют свадьбу и переезжают жить в дом к Бранке. Однако у них все складывается не совсем гладко. Во-первых, против них работает Бранка, причём работает так хитро, что никому и в голову прийти не может, что она хочет их брак разрушить. А во-вторых, старается Лаура, решившая ради своей цели сойтись с Лео и подобраться поближе к его брату. И, хотя Эдуарда стала гораздо спокойней и сдержанней, все это не приносит ей большого удовольствия.
Между тем, Марселу и Эдуарда отчаянно пытаются завести ребёнка. Им это было удаётся, но Эдуарда теряет ребёнка. Вскоре она снова забеременеет, по иронии судьбы, одновременно со своей матерью. В роддом они ложатся вместе.
Вот там-то и происходит основное событие сериала: Элена рожает здорового ребёнка, а роды Эдуарды проходят очень сложно, и врачам приходится удалить ей матку. Но самое страшное, ребёнок Эдуарды умирает этой же ночью. Обнаруживает это врач Сезар (Марсело Серрадо), давно и безнадёжно влюблённый в Эдуарду, он рассказывает все Элене, и та, зная, что у дочери детей больше не будет, решает пожертвовать своим счастьем и подменить детей. Атилиу она говорит, что их ребёнок умер. Несчастный отец очень сильно переживает эту новость, он никак не может поверить в то, что его мечта так неожиданно разбилась.
Элена тщательно хранит свою тайну, и открывает её только своему дневнику. Однако, Атилиу вскоре начинает подозревать, что она от него что-то скрывает. Он пытается вызвать жену на откровенный разговор, но та всячески увиливает. В конце концов он не выдерживает и уходит от Элены, к огромному удовольствию Бранки, Изабэл и Флавии. Последнюю он и выбирает в качестве очередной возлюбленной. Естественно, Элена очень тяжело переживает уход мужа и предательство подруги, но решает, что счастье единственной дочери дороже. Позже у них с Атилиу складываются очень тёплые дружеские взаимоотношения.
Между тем, счастье это очень зыбко. Лауре всё-таки удаётся соблазнить Марселу, и Эдуарда, узнав об этом, оставляет его и запрещает видеться с сыном. Тут начинается настоящий кошмар: они начинают ругаться всегда и везде, где только встречаются. Это, опять же, на руку Лауре и Бранке. Лаура с огромной радостью узнаёт, что беременна, и ещё с большей радостью узнаёт, что у неё будет двойня. Она немедленно самым жестоким образом ставит Эдуарду в известность, а впоследствии с гордостью демонстрирует свой живот всем вокруг.
Несчастный Лео наконец-то встречает своё счастье — очаровательную Катарину (Каролина Дикманн), дочь соседки Элены. Что касается бурного романа между Миленой и Нанду, тут Бранка подстраивает дочери ужасную подлость: с помощью человека, нанятого своей подругой, она подкладывает в сумку Нанду наркотики, и того арестовывают. К счастью, родителям Лауры, на редкость добрым и отзывчивым людям, удаётся распутать этот клубок: они, вместе с Лео и Миленой, находят человека, подложившего наркотики, и получают доказательства невиновности Нанду. Мэг и Мануэл Тражану (родители Лауры) испытывают настоящий шок, узнав истинного организатора всей этой истории. Лео устраивает матери допрос с пристрастием, а та в ответ жестоко оскорбляет и унижает его. Бранке всё нипочём, ей совершенно всё равно, кто и что подумает, она сама позже расскажет Милене о совершенной ею подлости, причём без тени раскаяния.
Но, в конце концов, Лео с Катариной и Милена с Нанду сыграют свадьбу в один день.
Между тем, Марселу не сразу, но поймёт, что без Эдуарды его жизнь пуста, и приложит все усилия, чтобы вернуть её. Ему это удастся, Эдуарда простит его и даже разрешит ему видеться с только что родившимися у Лауры двойняшками (мальчик и девочка).
Дальше события разворачиваются стремительно: Бранка в ссоре выпаливает Арналду, что Марселу — ребёнок Атилиу. Марселу слышит все это, устраивает скандал матери, рассказывает об услышанном сестре и брату, и они решают все вместе пройти анализ на ДНК. Анализ выдаёт неожиданные результаты: Марселу и Милена — дети Арналду, а вот Лео — сын Атилиу. С Бранкой случается настоящая истерика, она не может поверить, что её любимчик на самом деле родился не от любимого мужчины. А вот Атилиу по-настоящему счастлив, он всегда чувствовал к Лео особую привязанность (кстати говоря, взаимную).
Эдуарда с Марселу берут на выходные близнецов и едут с ними за город в Ангру. Лаура, возмутившись, что они ещё не вернули её детей, впрыгивает в вертолёт, где пилотом работает Нанду, и они вылетают в Ангру. По пути вертолёт терпит крушение и падает в воду; спасателям удаётся вытащить Нанду, а вот Лауру так и не найдут…Марселу с Эдуардой возьмут двойняшек к себе и даже решат усыновить ещё детей.
О тайне Элены узнаёт все большее и большее количество людей: сначала её сестра Виржиния (Анжела Виейра), затем Орестос, случайно наткнувшийся на заветный дневник, и родители Сезара. Все осуждают Элену и считают, что она должна сказать правду Атилиу и Эдуарде, что ребёнок должен жить с родителями. Однако Элена твёрдо стоит на своём, пока…Эдуарда случайно не перепутает сумки и не возьмёт себе пакет Элены вместе с дневником, хранившим тайну. Невозможно описать, что творится с Эдуардой, когда она узнаёт правду, она не может простить мать, как и Атилиу. Последний просто кричит: «Кто дал тебе право вершить чужие судьбы? Ты возомнила себя Богом?», — и бьёт посуду. На первом этапе от Элены все отворачиваются. Затем, потихоньку остывая, решают дать ей ещё один шанс.
Заканчивается сериал очень трогательно: Элена с Атилиу и Марселу с Эдуардой гуляют по парку, а их маленький сынишка бегает между ними и хватает их за руки.

## В ролях
- Режина Дуарте — Элена Виану, мать Эдуарды и Марселинью, сестра Виржинии, бывшая жена Орестеса, дизайнер, подруга Флавии, жена Атилиу.
- Антонио Фагундес — Атилиу Новелли, архитектор в строительной компании, муж Элены, отец Леонардо и Марселинью.
- Габриела Дуарте — Мария Эдуарда (Эдуарда) Виана Греку (в замужестве ди Баррос Мотта), дочь Элены и Орестеса, жена Марселу, сестра Сандриньи и Марселинью.
- Сузана Виейра — Бранка Летисия ди Баррос Мота, жена Арналду, мать Марселу, Милены и Лео, подруга Розы.
- Фабио Асунсан — Марселу ди Баррос Мота, старший сын Бранки и Арналду, брат Лео и Милены, муж Эдуарды.
- Вивиане Пасмантер — Лаура Тражану, девушка, влюблённая в Марселу, дочь Мэг и Мануэла, сестра Натальи, девушка Лео.
- Каролина Феррас — Милена ди Баррос Мота, средняя дочь Бранки и Арналду, сестра Лео и Марселу, девушка Нанду.
- Эдуардо Московис — Фернанду (Нанду) Гонзаго, сын Лидии, пасынок Орестеса, брат Сандриньи, пилот вертолёта, парень Милены.
- Пауло Жозе — Орестес Греку, бывший муж Элены, отец Эдуарды и Сандриньи, муж Лидии, отчим Нанду.
- Каролина Дикманн — Катарина (Кати), дочь Нестора и Сирлеи, соседка Элены, подруга Терезы.
- Мурило Бенисио — Леонарду (Лео) ди Баррос Мота, младший сын Бранки и Атилиу брат Марселу и Милены, парень Катарины.
- Режина Брага — Лидия Гонзаго Греку, жена Орестеса, мать Нанду и Сандриньи, владелица салона красоты в Нитерое.
- Отавио Августу — Педро Виану, брат Элены.
- Вера Ольц — Сирлея, мать Катарины, жена Нестора, дочь Леонор.
- Марко Рикка — Нестор Перейра, отец Катарины, муж Сирлеи.
- Кассия Кисс — Изабел Лафайетт, исполнительный директор строительной компании, сестра Камилы.
- Карлос Эдуардо Долабелла — Арналду Мота, муж Бранки, отец Марселу и Милены.
- Сесилия Дасси — Сандра (Сандринья) Греку, дочь Орестеса и Лидии, сестра Нанду и Эдуарды.
- Элоиза Мафалда — дона Леонор, мать Сирлеи, бабушка Катарины.
- Мария Зилда Бетлем — Флавия, коллега и лучшая подруга Элены.
- Анжела Виейра — Виржиния, сестра Элены, жена Рафаэла, тётя Эдуарды, мать Родригу и Жулианы.
- Одилон Вагнер — Рафаэл, муж Виржинии, отец Родригу и Жулианы, любовник Алекса.
- Франсуаза Фортон — Маргарита Сабойя (Мэг) Тражану, мать Лауры и Натальи, жена Мануэла.
- Рикардо Петралья — Мануэл Тражану, отец Лауры и Натальи, муж Мэг.
- Анжело Паэс Леме — Родригу, сын Виржинии и Рафаэла, брат Жулианы, племянник Элены.
- Ларисса Куэйроз — Жулиана, дочь Рафаэла и Виржинии, сестра Родригу, племянница Элены.
- Мария Сейса — Марсия, художница, коллега Элены, владелица ресторана, жена Вилсона.
- Пауло Сезар Гранде — Вилсон, муж Марсии, владелец ресторана.
- Карина Перез— Роза, жена Олаву, подруга Бранки.
- Жулия Алмейда — Наталья Тражану, дочь Мэг и Мануэла, сестра Лауры.
- Клаудия Мауро — Лиза, подруга Изабел, няня Марселинью.
- Кито Жункейра — Олаву, адвокат строительной компании, муж Розы.
- Моника Мортелли — Паула, секретарша в строительный компании у Марселу.
- Умберто Маньяни — Антенор, отец Сезара.
- Беатрис Лира — Мафалда, мать Сезара.
- Клаудия Пайва — Камила, сестра Изабел.
- Элизанжела — Магнолия, жена Оскара, любовница Женезио.
- Тонико Перейра — Оскар, муж Магнолии.
- Розана Гофман — Тадинья, домработница Элены.
- Анна Барбара Шавьер — Анинья, секретарша Элены.
- Ингрид Гимараэс — Тереза, подруга Катарины, домработница Сирлеи.
- Стела Мария Родригес — Зила, домработница Бранки.
- Моника Фрага — Силвия, любовница Нестора, мать Несторинью.
- Жозе Карлос Санчес — Фаусту, диспетчер вертолётной компании.
- Эдвин Луизи — Алсео, адвокат Эдуарды.
- Марсело Серрадо — Сезар, акушер-гинеколог, друг Элены и Эдуарды, жених Аниты.
- Норма Жеральди — Дона Филомена, мать Атилиу.
- Флавия Бонато — Анита, невеста Сезера.
- Эдир де Кастро — Элвира, домработница семьи Тражану.
- Рикардо Макки — Женезиу Лабате, сексуальный садовник, подопечный Магнолии.
- Бетту Насси — Алекс, любовник Рафаэла, мужа Виржинии.

## Премии
- 1998 год, премия «Контиго»:

Лучший сериал 
Антонио Фагундес — лучший актёр 
Мануэль Карлос — лучший автор сценария 
Каролина Ферраз и Эдуардо Московис — лучшая романтическая пара 
Сесилия Дасси — лучшая юная актриса
- 1998 год, премия «APCA»:

Мануэль Карлос — лучший автор сценария